# Mayrhof
Mayrhof ist eine Gemeinde in Oberösterreich im Bezirk Schärding  im Innviertel mit 315 Einwohnern (Stand 1. Jänner 2024). Die Gemeinde liegt im Gerichtsbezirk Schärding.

## Geografie
Der Ort Mayrhof liegt auf 430 Meter Seehöhe, das Gemeindegebiet erstreckt sich in einer Höhe zwischen 380 und 460 Meter. Die Entwässerung erfolgt im Nordwesten durch den Pramauerbach, das übrige Gemeindegebiet entwässert der Messenbach mit seinen Nebenbächen. Die Ausdehnung beträgt von Nord nach Süd 3,3 und von West nach Ost 3,4 Kilometer. Die Gesamtfläche beträgt fünf Quadratkilometer. Davon werden 83 Prozent landwirtschaftlich genutzt und zehn Prozent sind bewaldet.

### Gemeindegliederung
Das Gemeindegebiet umfasst folgende drei Ortschaften (in Klammern Einwohnerzahl Stand 1. Jänner 2024):
- Heiligenbaum (33)
- Mayrhof (201) samt Braunsberg und Mayrhof-Zerstreute Häuser
- Oberndorf (81) samt Sallaberg

Die Gemeinde besteht aus der Katastralgemeinde Mayrhof.

### Nachbargemeinden
| Eggerding |                                             |        |
|           | Kompassrose, die auf Nachbargemeinden zeigt | Andorf |
|           | Lambrechten (RI)                            |        |

## Geschichte
Seit Gründung des Herzogtums Bayern war das Gebiet bayrisch. Der Ortsname Mayrhof scheint im 14. Jahrhundert zum ersten Mal auf. Das Dorf war ursprünglich ein Lehen des Hochstiftes Passau. Knapp außerhalb der Siedlung befand sich ein adeliger Sitz, auf den heute noch der Flurname Burgstall hinweist. Die früheren Hausnamen Schuster in Purgstall, Schneider im Purgstall und Weber in Purgstall verweisen ebenfalls darauf. Der heutige Bauernhof Mayrhofer (Mayrhof Nr. 1) dürfte einst der zu dieser Wehranlage gehörige Meierhof gewesen sein. Ab dem 15. Jahrhundert erscheinen einzelne Vertreter des Adelsgeschlechtes der von Hackledt unter den Gutsbesitzern in Mayrhof, einige von ihnen wohnten auch dauerhaft vor Ort.
1779 kam Mayrhof nach dem Frieden von Teschen mit dem Innviertel (damals 'Innbaiern') zu Österreich. 1785 wurde das Gebiet von Mayrhof, das in der Kirchenorganisation bisher zu den Altpfarren Antiesenhofen und St. Marienkirchen gehört hatte, im Zuge der josephinischen Reformen der Pfarre Eggerding unterstellt. Während der Napoleonischen Kriege wieder kurz bayerisch, gehört der Ort mit seiner Umgebung seit 1814 endgültig zu Oberösterreich. Eine Gruppe von Bauernhöfen und Handwerkerhäusern in Mayrhof gehörte nach 1637 ständig zu den Hofmarksgütern von Schloss Hackledt (dieses befand sich im Besitz einer Linie des gleichnamigen Geschlechtes) und gelangte zusammen mit dem Schloss 1839 an das Stift Reichersberg. Nach Abschaffung der Erbuntertänigkeit 1848 verkaufte das Stift seinen Besitz in Mayrhof schrittweise an die örtliche Bevölkerung.
Nach dem Anschluss Österreichs an das Deutsche Reich am 13. März 1938 gehörte der Ort zum Gau Oberdonau. Nach 1945 erfolgte die Wiederherstellung Oberösterreichs.

### Einwohnerentwicklung
1991 hatte die Gemeinde laut Volkszählung 238 Einwohner, 2001 dann 257. Da sowohl die Geburtenbilanz wie auch die Wanderungsbilanz positiv blieben, stieg die Bevölkerungszahl auf 297 im Jahr 2011 und schließlich auf 324 im Jahr 2020.

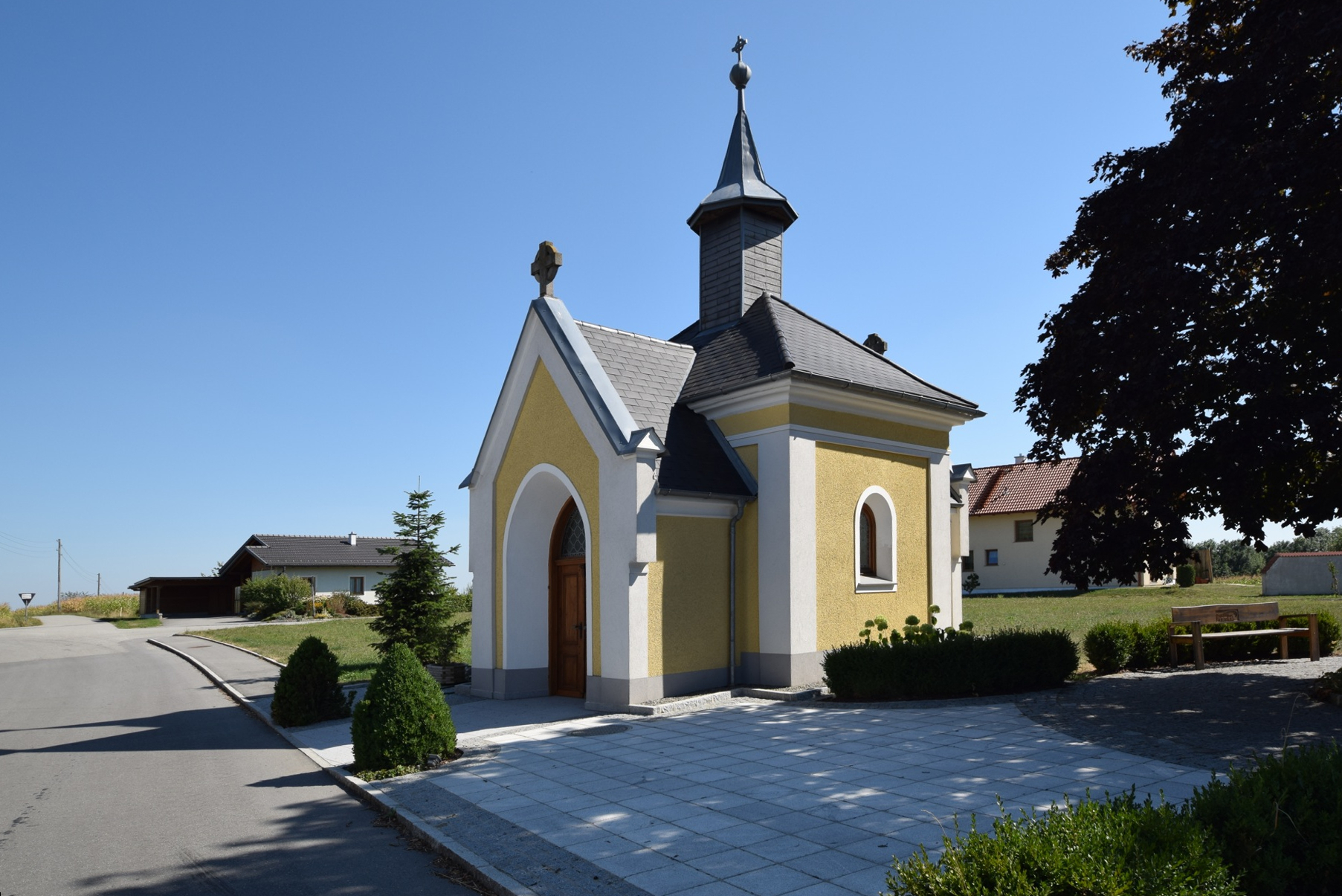
Edtmayer-Kapelle

## Kultur und Sehenswürdigkeiten

### Bauwerke
- Edtmayer-Kapelle

### Regelmäßige Veranstaltungen
Innviertler Sommernachtstraum, Klassik Open Air Konzert am Dorfplatz

## Wirtschaft und Infrastruktur

### Wirtschaftssektoren
Mayrhof ist eine kleine Landwirtschaftsgemeinde. Von den 22 Höfen wurden im Jahr 2010 neun von Haupterwerbsbauern bewirtschaftet.
| Wirtschaftssektor            | Anzahl Betriebe | Anzahl Betriebe | Erwerbstätige | Erwerbstätige |
| Wirtschaftssektor            | 2011            | 2001            | 2011          | 2001          |
| ---------------------------- | --------------- | --------------- | ------------- | ------------- |
| Land- und Forstwirtschaft 1) | 22              | 25              | 19            | 26            |
| Produktion                   | 1               | 1               | 1             | 0             |
| Dienstleistung               | 6               | 1               | 10            | 1             |

1) Betriebe mit Fläche in den Jahren 2010 und 1999

### Arbeitsmarkt, Pendeln
Im Jahr 2011 lebten 168 Erwerbstätige in Mayrhof. Davon arbeiteten 28 in der Gemeinde, mehr als achtzig Prozent pendelten aus.

## Politik

### Gemeinderat
Der Gemeinderat besteht aus neun Mandataren.
| Partei | 2021    | 2021    | 2015  | 2015    | 2009 | 2009    | 2003  | 2003    | 1997  | 1997    |
| Partei | Prozent | Mandate | %     | Mandate | %    | Mandate | %     | Mandate | %     | Mandate |
| ------ | ------- | ------- | ----- | ------- | ---- | ------- | ----- | ------- | ----- | ------- |
| ÖVP    | 75,12   | 7       | 70,79 | 7       | 75   | 7       | 86,31 | 8       | 79,38 | 7       |
| FPÖ    | 24,88   | 2       | 29,21 | 2       | 25   | 2       | 13,69 | 1       | 20,62 | 2       |

### Bürgermeister
Bürgermeister seit 1855 waren:
- 1855–1858 Mathias Mayr
- 1858–1861 Johann Rimer
- 1861–1864 Jakob Leitner
- 1864–1867 Mathias Bachmayr
- 1867–1870 Josef Wagner
- 1870–1873 Johann Huemer
- 1873–1876 Josef Wagner
- 1876–1879 Mathias Maier
- 1879–1882 Johann Rusch
- 1882–1894 Johann Hartwagner
- 1894–1907 Karl Weitzenböck
- 1907–1910 Josef Hauzinger
- 1910–1912 Karl Weitzenböck
- 1912–1919 Mathias Maier
- 1919–1924 Johann Hartwagner
- 1924–1929 Johann Glechner
- 1929–1939 Johann Redhammer
- 1939–1945 Hans Glechner
- 1945–1955 Mathias Maier
- 1955–1978 Johann Meisenberger
- 1978–1991 Josef Rumpl
- 1991–1997 Josef Gaderer
- 1997–2021 Johann Blümlinger
- seit 2021 Roman Grübler (ÖVP)[18]

### Wappen
Blasonierung: In Grün ein rotes, zweiflügeliges, geschlossenes Hoftor mit silbernem Torbogen. Die Gemeindefarben sind Rot-Weiß-Grün